# Прищеповка (Кировоградская область)
Прищеповка (укр. Прищепівка) — село в Новомиргородской городской общине Новоукраинского района Кировоградской области Украины.
До 2020 года входило в Новомиргородский район
Население по переписи 2001 года составляло 323 человека. Почтовый индекс — 26010. Телефонный код — 05256. Код КОАТУУ — 3523855401.